# Günter Scholdt
Günter Scholdt (* 1946 in Neu Kaliß, Mecklenburg) ist ein deutscher Literaturwissenschaftler.

## Leben und Wirken
Nach dem Abitur in Neustadt an der Weinstraße studierte Scholdt an der Universität des Saarlandes die Fächer Germanistik, Geschichte, Theaterwissenschaft und später auch Jura. 1973 legte er das Erste Staatsexamen für das Lehramt an Gymnasien ab. Zwischen 1975 und 1985 unterrichtete er an verschiedenen saarländischen Schulen. 1976 wurde Scholdt über den Schriftsteller Norbert Jacques promoviert. 1992 habilitierte er sich mit der Schrift Autoren über Hitler, einer Studie zum Adolf-Hitler-Bild deutschsprachiger Schriftsteller zwischen 1919 und 1945.
Frank Schirrmacher lobte das Buch in der Frankfurter Allgemeinen Zeitung als „eine beispiellose Quelle, die Auskunft gibt über das Verhältnis von Intellektuellen und Nationalsozialismus, ein neues, überaus anregendes und weitreichendes Standardwerk, das viele Legenden zerstört und darüber hinaus außerordentlich aktuell ist.“. Der Historiker Burkhard Jellonek attestierte der Studie Akribie und dass die Exilliteratur-Forschung manche ihrer früheren Ergebnisse neubewerten müsse. Gleichzeitig kritisierte er, dass Scholdt die Ergebnisse der seriösen Geschichtswissenschaft nicht sorgfältig zur Kenntnis genommen habe, was „zu etlichen holzschnittartig vergröbernden Ergebnissen“ führe. Der kanadische Germanist Hans Eichner nannte das Buch einen „Markstein in der Geschichte der Exilforschung“. Die Lektüre aber sei „unerfreulich“. Eichner kritisierte, dass Scholdt etwa gegenüber Thomas und Heinrich Mann nicht ohne ein argumentum ad hominem auskomme, und bezeichnete einen Vergleich, den Scholdt zwischen Winston Churchill und Hitler anstellte, als „peinlich“.
Von 1990 bis 1996 arbeitete Scholdt am Landesinstitut für Pädagogik und Medien in Saarbrücken-Dudweiler. Am selben Ort leitete er von 1996 bis 2011 das Literaturarchiv Saar-Lor-Lux-Elsass. 1998 wurde er zum außerordentlichen Professor ernannt. Inzwischen befindet er sich im Ruhestand. Zwischen 2007 und 2011 redigierte er die Zeitschrift „Die neueste Melusine“. Der Freundeskreis der Evangelischen Akademie Baden sprach Scholdt für seinen Vortrag Deutsche Literatur und „Drittes Reich“ – Eine Problemskizze, den er 1995 anlässlich einer Werner-Bergengruen-Tagung gehalten hatte, den interdisziplinären Bad Herrenalber Akademiepreis zu.
Seine Forschungs- und Publikationsschwerpunkte betreffen Regional- und Grenzliteratur im Raum Saarland, Lothringen, Luxemburg, Elsass; Literatur im Dritten Reich: Innere Emigration und Exil; Fragen der literarischen Wertung (Kanonbildung) und aktuelle gesellschaftliche Entwicklungen.
Neben verschiedenen Hörfunk-, literatur- und geschichtsdidaktischen Arbeiten sowie (Mit-)Herausgeberschaften – u. a. Gustav-Regler-Werkausgabe (15 Bde.; 1994ff.), Dr. Mabuse: Medium des Bösen (3 Bde., 1994); Sammlung Bücherturm (bislang 12 Bde., 2002ff.) – veröffentlichte Scholdt zahlreiche wissenschaftliche Publikationen zur deutschsprachigen Literatur seit Ende des 19. Jahrhunderts.
Politisch engagiert sich Scholdt im Kreis der Neuen Rechten. Er publizierte in der Edition Antaios des Verlegers Götz Kubitschek und schreibt für dessen Zeitschrift Sezession sowie für die Preußische Allgemeine Zeitung und die Junge Freiheit. Beim Institut für Staatspolitik und dem Zwischentag, einer kleinen Messe extrem rechter Verlage und Organisationen, hielt er Vorträge. Ende 2013 referierte er auf Einladung der Thüringer Alternative für Deutschland (AfD) programmatisch zum Thema Der historische Auftrag der AfD aus der Sicht eines Konservativen. Dabei beklagte er einen „grassierenden Antigermanismus“, empfahl „klassische konservative Tugenden zu pflegen“, kritisierte Einwanderungspolitik und Sozialstaatlichkeit und forderte, „Historiografie wieder einmal jenseits von aktuellen geschichtspolitischen Opportunitäten zu gestatten“. In Anlehnung an den Roman Der Untertan von Heinrich Mann identifizierte Scholdt 2015 in einem Artikel in der Sezession als Heßlings von heute (der Name der Romanhauptfigur ist Diederich Heßling) den Teil einer „mentalitätsprägenden Schicht und ‚Elite‘“, die „Pegida, AfD oder jedwede nennenswerten Patrioten“ bei den Ministerien oder dem „Staatsfunk“ denunzierten, „Asylanten oder Scheinasylanten“ zujubelten und eine Übererfüllung der „(vermeintlichen) sittlichen Norm“ bei Klimaschutz, Willkommenskultur, Inklusion und Genderbegriffen. Scholdt bedauerte, dass „die Mehrheit“ jener „Elite“ nicht das Handwerk lege.

## Veröffentlichungen (Auswahl)
- Der Fall Norbert Jacques. Über Rang und Niedergang eines Erzählers (1880-1954). Akademischer Verlag Heinz, Stuttgart 1976, ISBN 978-3-88099-021-0.
- mit Dirk Walter: Stundenblätter „Hauptmann von Köpenick“. Klett, Stuttgart 1979, ISBN 978-3-12-927131-5.
- Gustav Regler 1898–1963. Saarländer – Weltbürger. Katalog zur Ausstellung. Mit einem Vorwort von Oskar Lafontaine. Hempel, Lebach 1988, ISBN 978-3-925192-28-9.
- Autoren über Hitler. Deutschsprachige Schriftsteller 1919–1945 und ihr Bild vom „Führer“. Bouvier, Bonn/Berlin 1993, ISBN 3-416-02451-6.
- Grenze und Region. Literatur und Literaturgeschichte im Grenzraum Saarland Lothringen-Luxemburg-Elsaß seit 1871. Gollenstein, Blieskastel 1996, ISBN 3-930008-29-7.
- mit Hermann Gätje (Hrsg.): Gustav Regler: Werke, Bd. 6: Sohn aus Niemandsland. Tagebücher 1940–1943. In: Gerhard Schmidt-Henkel, Ralph Schock, Günter Scholdt, Hermann Gätje (Hrsg.): Gustav Regler, Werke. Stroemfeld, Basel/Frankfurt/M. 1994, ISBN 3-87877-434-6.
- Gustav Regler. Odysseus im Labyrinth der Ideologien. Eine Biographie in Dokumenten. Röhrig Universitätsverlag, St. Ingbert 1998, ISBN 3-86110-182-3.
- Zwischen Welt und Winkel. Alfred Guldens Werk- und Lesebuch. Röhrig Universitätsverlag, St. Ingbert 2004, ISBN 3-86110-352-4.
- Adrienne Thomas. Aufzeichnungen aus dem Ersten Weltkrieg. Ein Tagebuch. In: v. Alf Lüdtke, Hans Medick, Jan Peters, Claudia Ulbrich und Winfried Schulze (Hrsg.) Selbstzeugnisse der Neuzeit. Bd. 14. Böhlau, Köln 2004, ISBN 3-412-07704-6.
- Zehn Jahre Literaturarchiv Saar-Lor-Lux-Elsass. Röhrig Universitätsverlag, St. Ingbert 2006, ISBN 3-86110-418-0.
- Das konservative Prinzip. Edition Antaios, Schnellroda 2011, ISBN 978-3-935063-95-1.
- Vergeßt Broder! Sind wir immer noch Antisemiten? Verlag Antaios, Schnellroda 2013, ISBN 978-3-944422-36-7
- mit Erich Baunach (Hrsg.): Stimmen aus dem Saarstaat: Zehn Autoren spiegeln das erste Nachkriegsjahrzehnt. Röhrig Universitätsverlag, St. Ingbert 2015, ISBN 978-3-86110-579-4.
- Die große Autorenschlacht. Weimars Literaten streiten über den Ersten Weltkrieg. Institut für Staatspolitik, Schnellroda 2015, ISBN 978-3-939869-65-8.
- mit Hervé Atamaniuk (Hrsg.): Von Bitche nach Thionville: Lothringische Mundartdichtung der Gegenwart. Röhrig Universitätsverlag, St. Ingbert 2016, ISBN 978-3-86110-593-0.
- Literarische Musterung. Warum wir Kohlhaas, Don Quijote und andere Klassiker neu lesen müssen. Verlag Antaios, Schnellroda 2017, ISBN 978-3-944422-29-9.
- Anatomie einer Denunzianten-Republik. Über Saubermänner, Säuberfrauen und Schmuddelkinder. Natalia Lichtschlag Buchverlag, Grevenbroich 2018, ISBN 978-3-939562-83-2.
- Populismus. Demagogisches Gespenst oder berechtigter Protest? Basilisken-Presse, Marburg an der Lahn 2020, ISBN 978-3-941365-74-2.
- Brechts »Die Maßnahme« und die AfD. (= Kaplaken. 72) Verlag Antaios, Schnellroda 2020, ISBN 978-3-944422-72-5.
- Schlaglichter auf die „Innere Emigration“. Nichtnationalsozialistische Belletristik in Deutschland 1933–1945. Lepanto Verlag, Rückersdorf 2022, ISBN 978-3-942605-25-0.
- Reden wir über Postdemokratie. Freilich Verlag, Graz 2022, ISBN 978-3-9505285-0-3.